# 西蒙·佛卡德
西蒙·佛卡德（1984年4月25日—）是一位法國冬季兩項運動員和士官。曾參加2010年溫哥華冬奧和2014年索契冬奧。

## 家庭
弟弟馬丁·佛卡德也同為冬季兩項運動員。

## 外部連結
- Profile on biathlonworld.com
- Statistics
- 個人網站